# Abílio Araújo

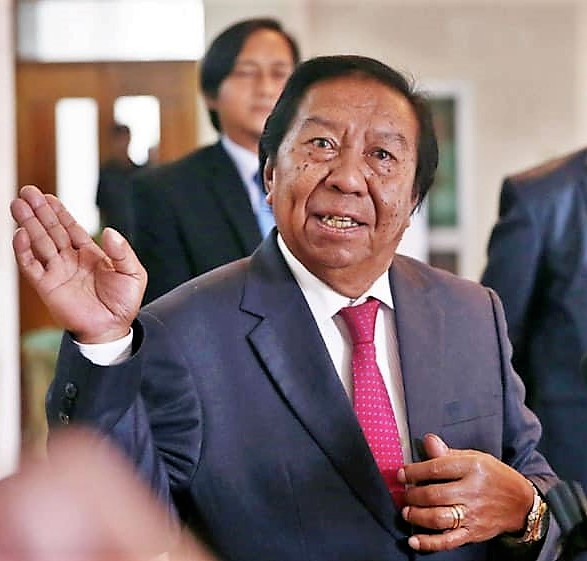
Abílio Araújo (2022)

Abílio da Conceição Abrantes de Araújo (* 1949 in Aileu, Portugiesisch-Timor) ist ein Politiker aus Osttimor. Er ist Volkswirtschaftler und Musiker.

## Werdegang

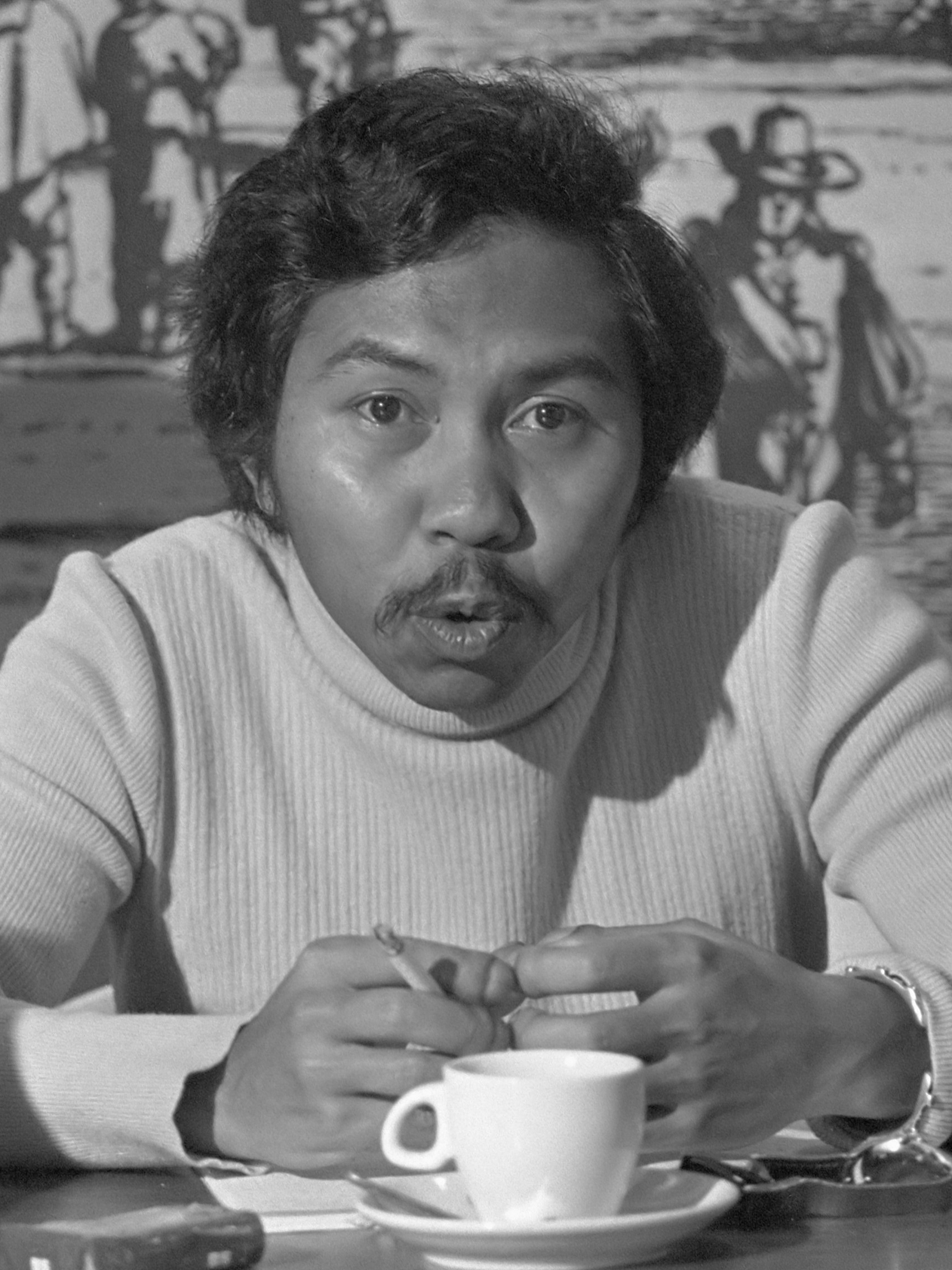
Abílio Araújo (1975)

Araújos Eltern stammten aus Ainaro, Abílio wurde aber in Aileu geboren, wo sein Vater als Katechist arbeitete. Abílio Araújo besuchte die Jesuitenschule in Dili und schloss das Gymnasium am Liceu Dr. Francisco Machado ab. Es folgte Militärdienst bei der portugiesischen Armee, bei dem er sich aber weigerte in den Kolonialkrieg in Angola zu gehen. 1969 wurde Araújo zum Administrator des Subdistrikt Hato-Udo ernannt. Am Liceu unterrichtete er auch Musik, bevor Araújo 1971 zum Wirtschaftsstudium nach Portugal ging. In der Fundação Calouste Gulbenkian spielte er Musik, um sich Geld für die Miete zu verdienen. Araújo gehörte zu den osttimoresischen Studenten aus dem Casa dos Timores in Lissabon und war Mitglied des Zentralkomitees der FRETILIN (CCF). Im September 1974 kehrte er nach Timor zurück. Hier erhielt er die Verantwortung für das Pilotprojekt Nr. 1 in Aissirimou, mit dem politische Basisarbeit bei der Bevölkerung geleistet werden sollte.
Bei der Ausrufung der Unabhängigkeit Osttimors am 28. November 1975 wurde er zum Minister für Wirtschaft und Soziales ernannt, befand sich aber schon seit Januar wieder in Portugal. Nach Einmarsch der Indonesier wenige Tage später, wurde Araújo, der sich damals in Lissabon befand, zum Chef der FRETILIN-Delegation im Ausland. Von 1987 bis 1989 war Araújo Präsident der FRETILIN.
Araújo schrieb Foho Ramelau, die Parteihymne der FRETILIN, und das Kampflied Funu nain FALINTIL (deu.: Der edle Krieg der FALINTIL). Araújo bekannte sich zum Marxismus, war aber gleichzeitig ein erfolgreicher Geschäftsmann. 1992 initiierte er Gespräche mit der indonesischen Regierung, die „London Reconciliation Meeting.“ Am 20. August 1993 wurde Araújo von der FRETILIN seiner Ämter enthoben, da er enge wirtschaftliche Verbindungen zu Siti Hardiyanti ‘Tutut’ Rukmana hatte, der Tochter des indonesischen Diktators Suharto. Araújo verließ die FRETILIN.
1999 gründete Araújo von Lissabon aus, die Partido Nasionalista Timorense, die sich im Unabhängigkeitsreferendum in Osttimor für eine Autonomielösung innerhalb Indonesiens aussprach. Die Bevölkerung Osttimors sprach sich aber für die Unabhängigkeit aus. Im Nationalen Übergangsrat (National Consultative Council NCC) stand die PNT in Opposition gegen die UNTAET und den timoresischen Dachverband des Widerstands CNRT. Im ersten Parlament Osttimors gewann die PNT zwei Sitze, bei den Parlamentswahlen am 30. Juni 2007 scheiterte sie an der 3 %-Hürde. Araújo trat für die PNT bei den Präsidentschaftswahlen 2012 an und erhielt 1,35 % der Stimmen.
2023 wurde Araújo von Präsident José Ramos-Horta zu einem Mitglied der Staatsrats ernannt.

## Sonstiges
Araújo und seiner PNT werden Verbindungen zur Veteranenorganisation CPD-RDTL nachgesagt, die immer wieder für Unruhe in Osttimor sorgt. So soll er sie auch finanziell unterstützen. Araújo selbst bestreitet dies.
Am 17. Mai 2017 erhielt Araújo den Collar des Ordem de Timor-Leste.

## Familie
Der Bruder Afonso Redentor Araújo komponierte die Nationalhymne Osttimors. Er wurde von den Indonesiern 1979 gefangen genommen und hingerichtet.
Die jüngste Schwester Aliança Conceição de Araújo saß für die PNT im NCC und im Nationalparlament Osttimors.
Die Ehefrau Guilhermina dos Santos de Araújo ist, wie Abílio, Volkswirtschaftlerin.

## Veröffentlichungen
- Abílio Araújo: Ost-Timor. Die Loricos singen wieder. Von den Unabhängigkeitskriegen zur Revolution des Maubere-Volkes, 1978